# Onze-Lieve-Vrouw van Lourdeskapel (Sint-Pieters-Leeuw, Lotstraat)

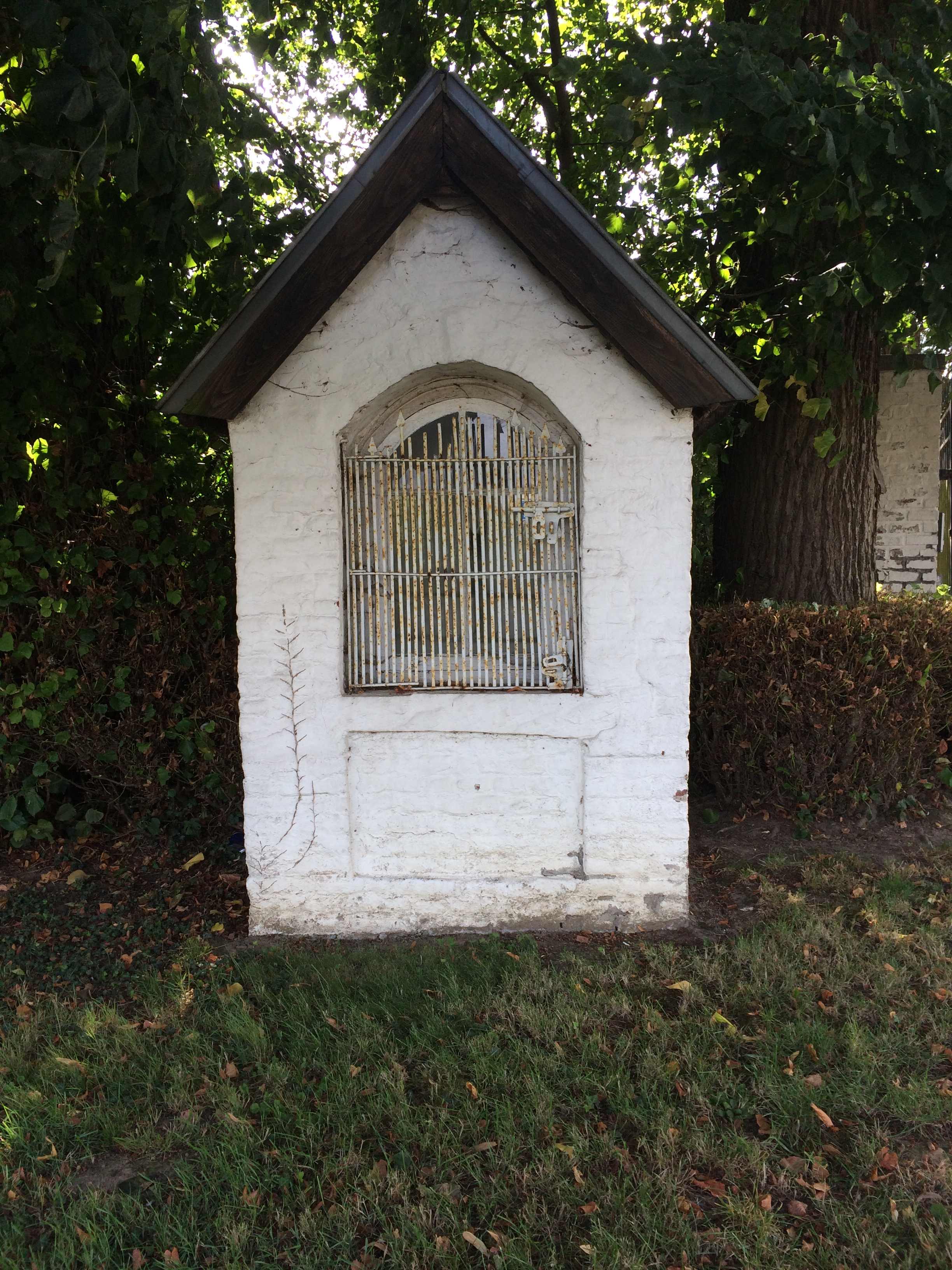
OLV van Lourdes kapel in de Lotstraat

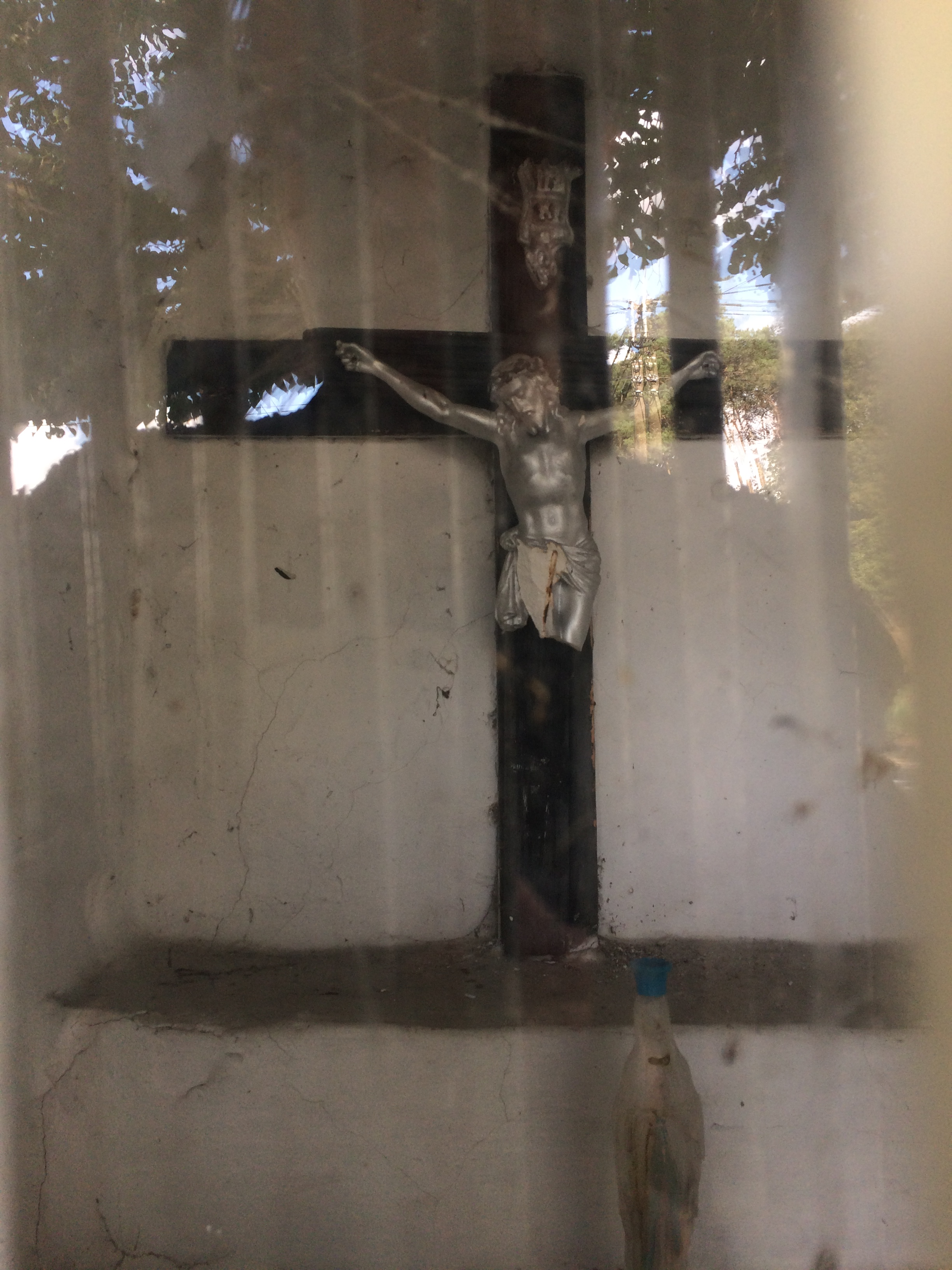
Kruisbeeld in de OLV van Lourdes Kapel

De Onze-Lieve-Vrouw van Lourdeskapel is een kapel ter ere van Onze Lieve Vrouw van Lourdes, gelegen in de Lotstraat in de Belgische plaats Sint-Pieters-Leeuw.
De kapel werd eind 18e of begin 19e eeuw gebouwd. Op een kadastrale kaart van 1826 staat de kapel vermeld.
De witgeverfde bakstenen muren worden afgedekt door een zadeldak met een bekleding van bitumen. Aan de achterzijde van de nis hangt een zwart Crucifix (kruisbeeld) van Onze Lieve Vrouw van Lourdes. De kapel staat onder twee grote oude lindebomen, die mogelijk even oud zijn als de kapel zelf.